# Ozyptila aculipalpa
Ozyptila aculipalpa är en spindelart som beskrevs av Jörg Wunderlich 1995. Ozyptila aculipalpa ingår i släktet Ozyptila och familjen krabbspindlar.
Artens utbredningsområde är Iran. Inga underarter finns listade i Catalogue of Life.